# Валрад фон Салм-Даун
Валрад фон Салм-Даун (на немски: Walrad Wild-und Rheingraf von Salm-Dhaun; * 26 април 1686, Даун; † 18 септември 1730, Даун) е богат лотарингски вилдграф и Рейнграф на Даун и граф на Салм-Пютлинген.

## Произход
Той е седмият син на граф Йохан Филип фон Салм-Даун (1645 – 1693) и съпругата му графиня Анна Катарина фон Насау-Отвайлер (1653 – 1731), сестра на Фридрих Лудвиг фон Насау-Отвайлер (1651 – 1728), дъщеря на граф Йохан Лудвиг фон Насау-Отвайлер (1625 – 1690) и пфалцграфиня Доротея Катарина фон Пфалц-Биркенфелд-Бишвайлер (1634 – 1715), дъщеря на пфалцграф Христиан I фон Пфалц-Биркенфелд-Бишвайлер (1598 – 1654) и Магдалена Катарина фон Пфалц-Цвайбрюкен (1607 – 1648).
Най-големият му брат Карл фон Салм-Даун (1675 – 1733) е женен на 19 януари 1704 г. в Отвайлер за графиня Луиза фон Насау-Саарбрюкен-Отвайлер (1686 – 1773), дъщеря на чичо му граф Фридрих Лудвиг фон Насау-Отвайлер (1651 – 1728).
Валрад фон Салм-Даун умира на 44 години на 18 септември 1730 г. в Даун.

## Фамилия
Валрад фон Салм-Даун се жени на 8 февруари 1721 г. в Отвайлер за графиня Доротея фон Насау-Саарбрюкен-Отвайлер (* 18 март 1692, Отвайлер; † 17 декември 1740, Путеланге, Мозел), сестра на снаха му Луиза фон Насау-Саарбрюкен-Отвайлер, дъщеря на чичо му граф Фридрих Лудвиг фон Насау-Отвайлер (1651 – 1728) и графиня Кристиана фон Алефелдт (1659 – 1695). Те имат три деца:
- Йоханета Луиза фон Даун-Пютлинген (* 16 септември 1723; † 13 март 1780), омъжена на 2 февруари 1750 г. за Карл Магнус фон Рейнграфенщайн (* 26 март 1718; † 1 юли 1793), вилд и Рейнграф в Гаугревайлер, френски генерал, син на вилдграф граф Йохан Карл Лудвиг фон Рейнграфенщайн-Гаугревайлер (1686 – 1740) и София Магдалена фон Лайнинген-Дагсбург-Фалкенбург (1691 – 1727)
- Кристиан Карл фон Даун-Пютлинген (* *1724; † пр. 1744)
- Йохан Фридрих фон Даун-Пютлинген (* 24 юли 1724/1727; † 27 януари 1750), вилд и Рейнграф на Даун, Пютлинген, Флонхайм, Димеринген, женен на 25 октомври 1747 г. за Каролина Фридерика фон Салм-Грумбах (* 4 април 1733; † 23 юли 1783), дъщеря на вилд и Рейнграф Карл Валрад Вилхелм фон Салм-Грумбах (1701 – 1763) и Юлиана Франциска фон Прьозинг-Лимпург (1709 – 1775)